# Julio César Ranea
Julio César Ranea (Salta, 23 de agosto de 1911-Buenos Aires, 12 de agosto de 1971) fue un abogado, juez y poeta argentino. 

## Reseña biográfica

### Infancia y juventud
Nacido en Salta en 1911 fue el primer hijo del matrimonio conformado por Francisco Ranea Ortiz, dirigente conservador católico, y María Cardona Ramón. Cursó sus estudios de bachiller en el Colegio Nacional de Salta, dirigido en ese entonces por el rector Juan B. Peñalba. En los claustros de ese colegio enseñaban profesores de la inteligencia salteña de la época como Juan Carlos Dávalos, Policarpo Romero y Vicente Arias. Durante su estudios secundarios, entre sus compañeros estuvieron Justo Aguilar Zapata, Miguel Ángel Arias Figueroa, Ricardo Day, Marcelo Patrón Uriburu, Demetrio J. Herrera, Ricardo Usandivaras, Armando Ranea y Gustavo Cornejo. Esa promoción incluía también a Violeta González, única mujer egresada en esa camada. En 1929 se trasladó a la capital argentina para iniciar sus estudios en la Facultad de Derecho de la Universidad de Buenos Aires, donde obtuvo el título de abogado.

### Carrera judicial
De regreso a Salta, Ranea ejerció brevemente su profesión en el foro local y asumió como vocal del Consejo de Educación provincial. Su destacada formación intelectual y el cabal conocimiento del derecho que lo distinguía le posibilitaron el ingreso a la carrera judicial. De esta forma, con sólo 29 años y el apoyo de los entonces senadores salteños Robustiano Patrón Costas y Carlos Serrey fue nombrado Fiscal Federal de Salta por el presidente Ramón S. Castillo a través del Decreto del Poder Ejecutivo Nacional del 13 de septiembre de 1940.
Luego del golpe de Estado del 4 de junio de 1943, el Dr. Arturo S. Fassio, por ese entonces interventor federal de la provincia de Salta, lo nombró ministro de la Suprema Corte. Confirmado en el cargo por el nuevo gobierno constitucional de Juan Domingo Perón, el Dr. Julio César Ranea integró y presidió el máximo tribunal salteño junto a otros destacados juristas de la época como David Saravia Castro, Ricardo Reimundín, Pedro Rubens David, Roque López Echenique, José Manuel Arias Uriburu, Ismael Casaux Alsina y Néstor Sylvester.
Sus contribuciones al derecho en la provincia de Salta, en especial en materia de derecho civil, fueron destacadas por sus comprovincianos y colegas.  En el difícil contexto político del peronismo, bajo los gobiernos de Lucio Alfredo Cornejo Linares, Emilio Espelta, Oscar Héctor Costas y Ricardo Durand, Ranea fue parte activa desde el estrado judicial de algunos de los conflictos políticos resonantes de la época en la provincia de Salta y que tuvieron repercusión nacional como fueron la clausura del Diario El Intransigente en 1949, el litigio sucesorio de la familia Michel Torino y la quita de la personería jurídica del Club 20 de Febrero. Algunos de sus fallos fueron publicados en revistas especializadas como Jurisprudencia Argentina donde quedaron plasmados su sólido conocimiento del derecho y la claridad de sus conceptos.
El golpe de Estado de 1955 significó el final del gobierno peronista de Salta a cargo de Ricardo Durand y al igual que en otras provincias, el proceso iniciado por la llamada Revolución Libertadora dejó cesante al superior tribunal de Salta. En ese tumultuoso escenario político, Julio César Ranea eligió exiliarse y se radicó junto a su familia en la ciudad de Mar del Plata donde instaló su estudio jurídico.

### Labor literaria y cultural
La residencia en la ciudad balnearia le permitió a Ranea alternar el ejercicio de la profesión como abogado con una profundización de su labor literaria a través de la poesía.  A la publicación de “Dibujos Animados y una Laguna Disparatada” (escrito y editado en Salta en 1954) le siguieron otras obras principales como “El Corazón del Agua” (1961); “Palabras para mi Silencio” (1967) y “Mensaje de Bandera” (1969), siendo este último el legado literario de su comprometido pensamiento político y su profunda fe cristiana. Al mismo tiempo, aportó también su lírica pluma a distintas revistas o diarios como Mundo Argentino o La Razón. 
Pero fue “El Poema de la Voz”, publicado en 1965, la creación literaria que confirmó su calidad como escritor. Con prólogo de Tomás Diego Bernard, el libro ganó la Faja de Honor de la SADE de la provincia de Buenos Aires a la vez que recibió grandes elogios de críticos literarios y en diarios como La Prensa y Clarín. La obra trascendió las fronteras y el diario ABC de Madrid ponderó el 23 de abril de 1966 la metafísica de su poesía, afirmando que “Ranea, remontándose al origen, recorre líricamente las voces del mundo, del viento, de la lluvia, del hombre en sus múltiples facetas hasta llegar a la voz final, del silencio de Dios ante las voces sin sentido de sus hijos, ante nuestro silencio vital de cobardía.” 
Por las formas y por su contenido, su poesía obtuvo un gran reconocimiento de la crítica especializada y de sus propios colegas. Su fina prosa lo llevó a integrar una memorable generación de poetas salteños como fueron Carlos Ibarguren, Julio César Luzzato, Julio Díaz Villalba, Carlos Barbarán Alvarado y Abel Mónico Saravia, entre otros. Como sostiene Carlos María Romero Sosa en un reciente artículo, Ranea fue un poeta de “afirmación y elevación” que “…cantó a los amores esenciales. A Dios en sus creaturas, a la tierra carnal y su pueblo, evadiendo el retumbante tono patriotero y asumiéndose en actitud sacrificial." 
A pesar de su frágil salud se dedicó también a la docencia y a una intensa actividad cultural. Fue Presidente de la Sociedad de Escritores de la provincia de Buenos Aires (SEP). Fue asimismo miembro de la Rueda Americana de la Amistad y Socio de Honor en Prensa Literaria del Instituto de Cultura Americana de la UNESCO. Sin olvidar su tierra natal de Salta, fundó también el Centro de Residentes Salteños de Mar del Plata. Junto al obispado local y un grupo de profesionales entusiastas de la educación constituyeron el Instituto Universitario Libre que luego transformaron en la Universidad Católica de Mar del Plata (hoy Universidad Nacional de Mar del Plata).

### Fallecimiento
Después de una larga enfermedad, Julio César Ranea falleció en Buenos Aires el 12 de agosto de 1971. Unos días después de su muerte el diario “El Norte” de Salta publicó una emotiva nota necrológica en la que sintetiza su vida profesional y literaria, destacando su educación, cortesía y calidad humana: “...había sido Ministro de la Corte de Justicia de la Provincia de Salta durante el peronismo y esto, sumado a su correcta actuación en casos que molestaron al privilegio y a los intereses creados, le valieron odios y enconos, pero también amigos y afectos. Hombre sensible y delicado, dolióse ante tanta incomprensión y poeta al fin, escribió buenos libros, empacó sus cosas y partió con su mujer y sus hijos a otras tierras (...) Desagradecimiento puro, falsedad en varios. Empero, sobre todas las cosas estaban su mujer y sus hijos, sus amigos de verdad. Puso la mano en el hombro de su compañera, dama del medio emparentada y conocida y con voz suave, como hablaba siempre, le dijo al oído: vámonos.”  
Y culmina: “Fue algo así como un exilio espiritual, pero más que nada una bofetada en plena cara a la tilinguería vernácula y de los reaccionarios. Ranea, franco, simple, humano, despreciaba sin lastimar; tenía calidad. Su nombre, apenas una firma en un par de expedientes y fallos, había enardecido a los que medran en el privilegio y en las prerrogativas, superficiales y sin relevancia. De allí la cólera y el desaire, el gesto duro y la mirada esquiva de mucha gente del medio, de los que creen que son dueños de todo, hasta de la historia que no escribieron y de la libertad por la que nunca hicieron nada...” 
Luego de su muerte, el IV Congreso de Escritores de la provincia de Buenos Aires, realizado en Bahía Blanca el 20 de octubre de 1971, fue designado en su honor con el nombre de Julio César Ranea. El nombre de Julio César Ranea está inscripto en una placa en el paseo de los Poetas de su ciudad natal junto a otras figuras del folclore de Salta como Elsa Castellanos Solá, Néstor Saavedra, Carlos Agüero y Gustavo "Cuchi" Leguizamón, entre otros. Una calle de la ciudad de Salta también lo recuerda.

## Distinciones
- Mención de Honor en el Certamen del Poema Ilustrado (1962)
- Medalla de Plata del Museo José Hernández (1963)